# Parafia Podwyższenia Krzyża Świętego w Suchym Borze
Parafia Podwyższenia Krzyża Świętego w Suchym Borze – parafia rzymskokatolicka, znajdująca się w diecezji opolskiej, w dekanacie Ozimek.